# Insta360
A Arashi Vision Inc. (em chinês: 影石创新科技股份有限公司), conhecida como Insta360, é uma empresa de câmaras sediada em Shenzhen, Guangdong, com escritórios em Los Angeles, Tóquio e Berlim. Produz câmaras de ação, câmaras de 360 graus, software de edição para dispositivos móveis e de secretária e câmaras 180-3D.

## História
CEO da Insta360, JK Liu (刘靖康) conheceu seus cofundadores enquanto estudava ciência da computação na Universidade de Nanjing. Liu reconheceu o potencial do 360 quando assistiu a um concerto musical e quis desenvolver produtos para gravar e compartilhar eventos tão emocionantes.
O primeiro produto de Liu foi um aplicativo de smartphone para transmissão ao vivo, mas ele rapidamente expandiu o portfólio de produtos da empresa desenvolvendo um acessório para transformar um smartphone em uma câmera de 360 graus.
Depois de se formar, Liu e sua equipe se mudaram para Shenzhen e fundaram a Insta360 em 2015 para começar a desenvolver e fabricar câmeras de 360 graus, pois descobriram que o padrão atual do mercado não atendia às suas necessidades. Mais tarde, a Insta360 começou a reconhecer que os benefícios do vídeo 360 vão muito além do vídeo 360 padrão e começou a ser pioneira em um novo tipo de câmera de ação, uma câmera de ação 360 que usa vídeo 360 como uma ferramenta para criar conteúdo tradicional com moldura plana. Isso foi com o primeiro da série ONE, Insta360 ONE.
Desde então, a Insta360 também abriu escritórios em Los Angeles, Tóquio e Berlim e acolhe mais de 500 funcionários em todo o mundo.
Em 2020, a Insta360 firmou uma parceria estratégica com a Leica para ajudar a produzir o ONE R 1-Inch Edition. Desde então, ONE R foi reconhecido como uma das melhores invenções da revista TIME de 2020. Um marco recente para a empresa foi a Apple hospedar câmeras Insta360 em lojas em mais de 100 países.
Em 2018, a NASA usou o Insta360 Pro e Pro 2 para transmitir ao vivo o pouso do InSight Mars Lander do controle da missão, ganhando um Emmy pelo projeto. Em 2021, a NASA usou novamente o Insta360 Pro 2 para transmitir ao vivo do controle da missão quando o rover Perseverance pousou em Marte.